# 開浦洞駅
開浦洞駅（ケポドンえき）は大韓民国ソウル特別市江南区開浦洞にある、韓国鉄道公社（KORAIL）水仁・盆唐線の駅。駅番号はK219。

## 歴史
- 2003年9月3日 - 鉄道庁（当時）盆唐線の駅として開業。
- 2005年1月1日 - 鉄道庁の上下分離とともに公社化され、韓国鉄道公社の駅になる。
- 2013年11月30日 - 盆唐線の急行の運行開始とともに急行停車駅になる。
- 2020年9月12日 - 水仁線の水原延伸により路線名が盆唐線から水仁・盆唐線に変更。

## 駅構造

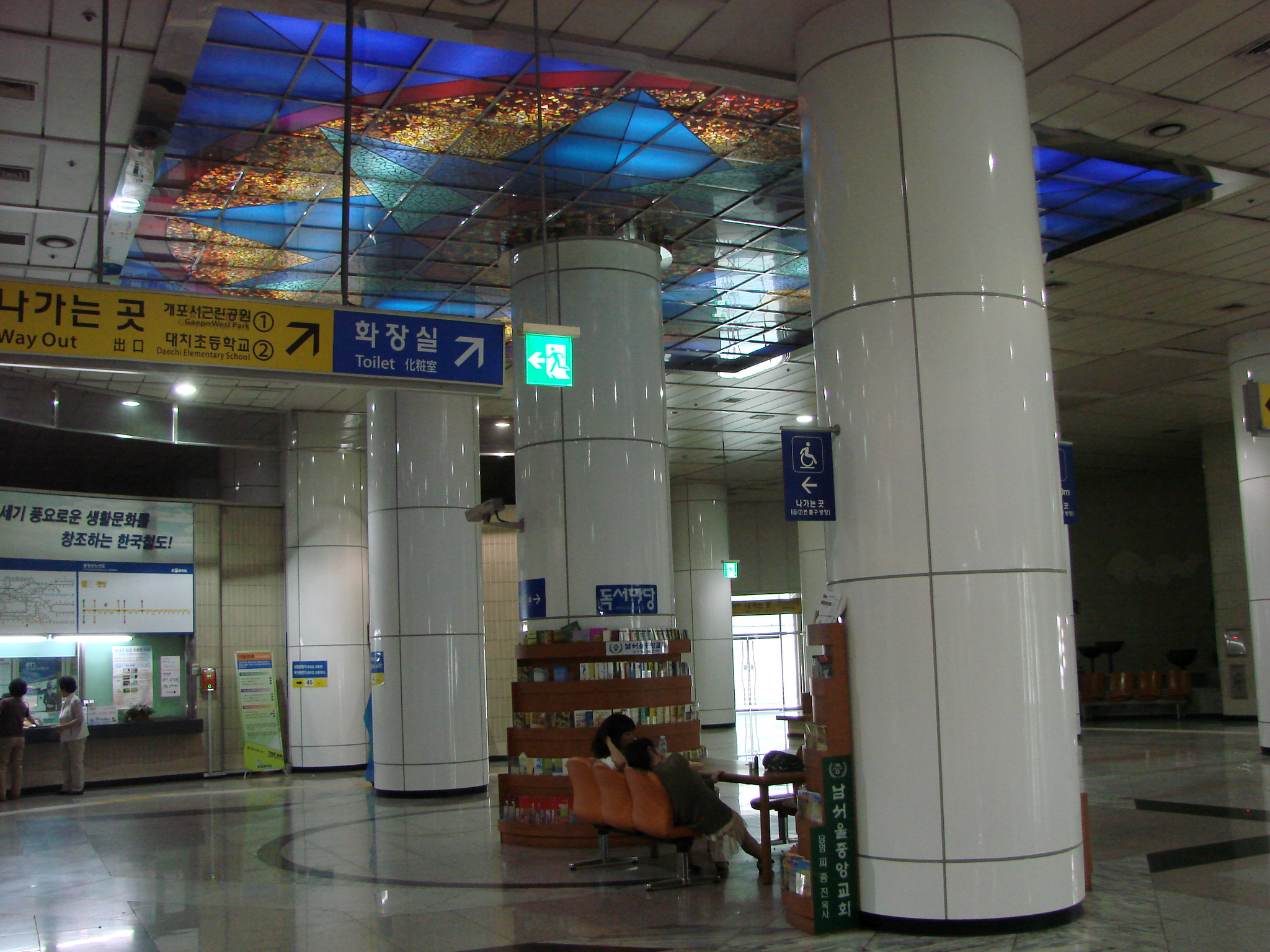
コンコース

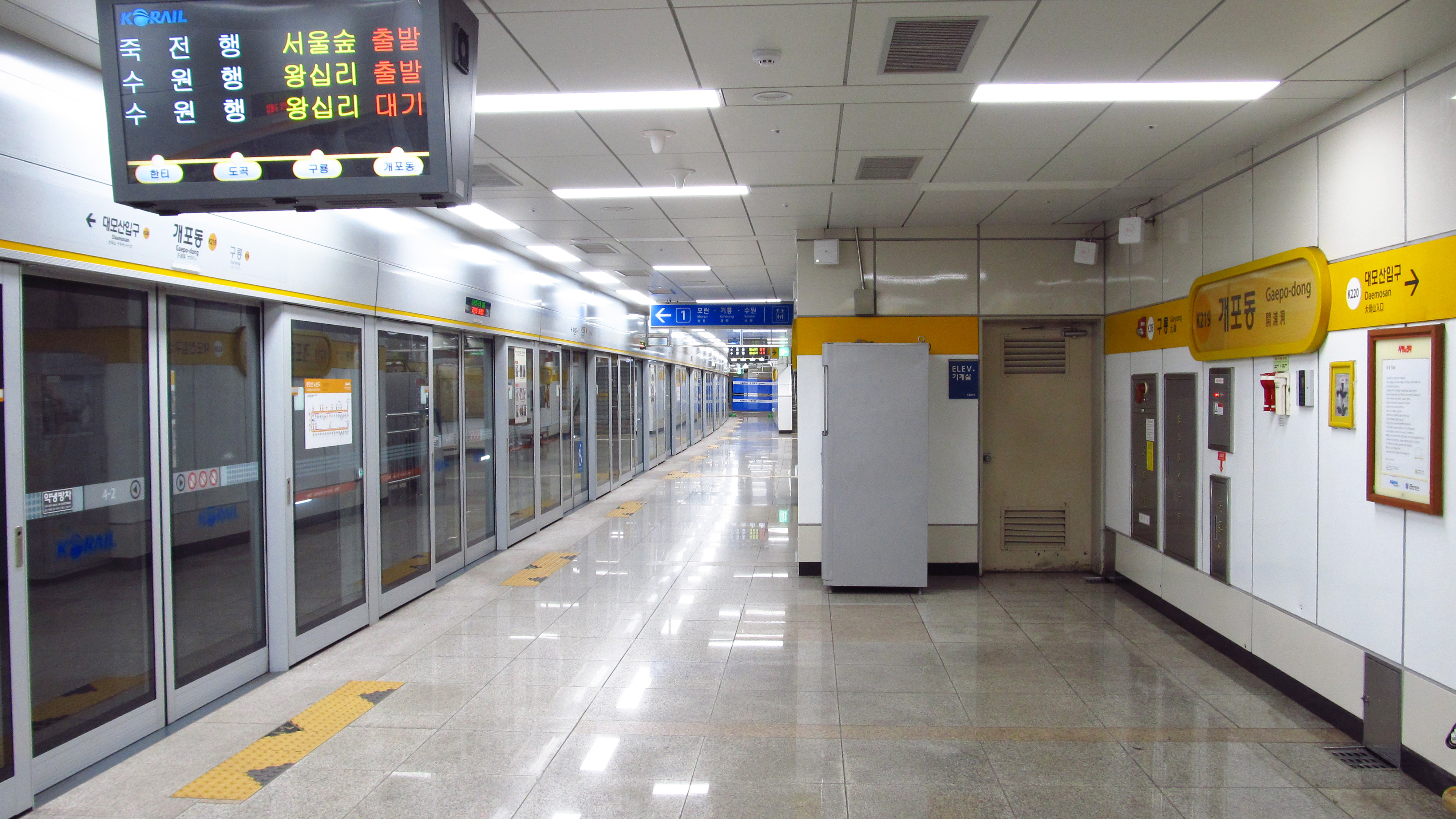
プラットホーム

相対式ホーム2面2線を有する地下駅。エスカレーター、エレベーター、ホームドア設置駅。プラットホームが曲線を描いていて電車が停車したときには一部電車とホームの間に広く開いている所があるので、当駅に停車する前の車内アナウンスで注意を呼びかけている。
出口は8番まである。

### のりば
※案内上ののりば番号は設定されていない。
| 上り | 水仁・盆唐線 | 九龍・宣陵・往十里方面     |
| 下り | 水仁・盆唐線 | 水西・竹田・水原・仁川方面 |

## 利用状況
近年の一日平均利用人員推移は下記のとおり。なお、2003年は開業日の9月3日から12月31日までの120日間を基準にしたものである。
| 路線         | 路線     | 2000年 | 2001年 | 2002年 | 2003年 | 2004年 | 2005年 | 2006年 | 2007年 | 2008年 | 2009年 | 備考  |
| ------------ | -------- | ------ | ------ | ------ | ------ | ------ | ------ | ------ | ------ | ------ | ------ | ----- |
| 水仁・盆唐線 | 乗車人員 | 未開業 | 未開業 | 未開業 | 1,504  | 3,954  | 3,391  | 3,290  | 3,196  | 3,243  | 3,252  | [ 1 ] |
| 水仁・盆唐線 | 降車人員 | 未開業 | 未開業 | 未開業 | 1,371  | 3,723  | 3,217  | 3,130  | 3,068  | 3,170  | 3,210  | [ 1 ] |
| 路線         | 路線     | 2010年 | 2011年 | 2012年 | 2013年 | 2014年 | 2015年 | 2016年 | 2017年 | 2018年 | 2019年 | 備考  |
| 水仁・盆唐線 | 乗車人員 | 3,299  | 3,211  | 3,354  | 3,869  | 3,928  | 3,941  | 3,645  | 3,532  | 3,153  | 3,390  | [ 1 ] |
| 水仁・盆唐線 | 降車人員 | 3,295  | 3,228  | 3,477  | 3,951  | 4,015  | 3,971  | 3,721  | 3,598  | 3,254  | 3,502  | [ 1 ] |
| 路線         | 路線     | 2020年 |        |        |        |        |        |        |        |        |        |       |
| 水仁・盆唐線 | 乗車人員 | 2,759  |        |        |        |        |        |        |        |        |        |       |
| 水仁・盆唐線 | 降車人員 | 2,867  |        |        |        |        |        |        |        |        |        |       |

## 駅周辺
かつてソウル日本人学校が周辺にあり、日本人が多く住む地域の一つであった。
- 京畿女子高等学校
- 首都電気工業高等学校（朝鮮語版）
- 大峙初等学校
- 開浦初等学校
- 良田初等学校
- 良才川

## バス路線
| 幹線バス | 461番・402番・143番・420番             |
| 支線バス | 3420番・4412番・4430番・4433番・3219番 |
| 空港バス | 6009番                                 |

## 隣の駅
韓国鉄道公社
 水仁・盆唐線
急行・緩行
九龍駅 (K218) - 開浦洞駅 (K219) - 大母山入口駅 (K220)